# 크리스티안 렐
크리스티안 렐 (Christian Lell, 1984년 8월 29일, 뮌헨 ~) 은 독일의 전 축구 선수로, 과거 수비수로 활약했다.

## 클럽 경력

### FC 바이에른 뮌헨
그는 FC 알레마니아 뮌헨에서 훈련을 시작하였고, 렐은 1998년, FC 바이에른 뮌헨의 주니어 팀으로 승격되어, 3년간 이 팀에 머물렀다.
2001-02 시즌, 렐은 바이에른 뮌헨의 리저브 팀으로 승격되었다. 그의 성인 클럽에서의 첫해에, 그는 남부 레지오날리가에서 라이트 백으로 10경기 출장하였다.
FC 바이에른 뮌헨 II에서의 2시즌 후, 렐은 2003년 10월 4일, 헤르타 BSC 베를린전에서 84분에 미하엘 발라크와 교체 투입되어 분데스리가 데뷔전을 치루었고, 뮌헨은 4-1 승리를 거두었다.그는 이후 시즌 총 3경기 출장을 하였다.
2006-07 시즌, 렐은 바이에른으로 복귀하여 1군 경기에 12번, 리저브팀 경기에 8차례 출장하였다. 2007-08 시즌의 분데스리가는 렐에게 있어서 매우 중요한 해였다. 팀의 부주장이자 주전 라이트 백이었던 윌리 사뇰이 장기 부상을 당하자, 오트마어 히츠펠트 감독을 렐은 주전 라이트 백으로 기용하였다. 이 시즌 렐은 분데스리가 29경기에 출장하였으며, 그의 첫 분데스리가 득점을 기록하고 4번의 어시스트를 공급하였다. 그는 DFB-포칼 8경기에 출장하였고, UEFA 컵에서는 11경기에 출장하여 1골을 기록하였다.
2009년 9월 1일, 이적 시장 문이 닫히기 전에, 바이에른과 잉글랜드 프리미어리그의 스토크 시티 FC는 렐의 잉글랜드행 합의까지 접근하였다. 그러나, 이 사실을 렐에게 알리지 못하는 바람에 협상이 실패하였다. 그 결과, 이적 시장의 문이 닫히기 전에 렐이 이적에 합의하지 못하였다. 2009-10 시즌, 신임 감독 루이스 판 할은 그를 리저브 팀으로 강등시켰다.

### 1. FC 쾰른
2004-05 시즌 시작을 앞두고, 렐은 2 분데스리가의 1. FC 쾰른으로 임대되었고, SV 바커 부르크하우젠과의 2라운드에서 2-4로 패한 이후, 감독 후프 슈테벤스는 렐에 대한 신뢰를 일었고, 그는 시즌동안 16경기 출장에 그쳤다. 그러나, 시즌 자체는 렐의 부재로 인한 성공이 아니었다. 쾰른의 SV 바커 부르크하우젠과의 2라운드 경기에서 그는 득점하였다. 더 나아가서, 그는 DFB-포칼 2경기에 출장하였고, 쾰른의 리저브팀에서 레지오날리가 8경기 출장하였다. 2005-06 시즌, 쾰른이 1 분데스리가 승격을 획득한 뒤, 렐은 더 많은 출장 기회를 획득하였고, 시즌 후반에는 주전 자리를 꿰찼다.

### 헤르타 BSC 베를린
그의 1군 데뷔 7년 만에, 그는 FC 바이에른 뮌헨을 떠나, 2010년 6월 23일, 헤르타 BSC 베를린과 계약을 체결하였다. 이 뜻은 17년 전인 1993년 7월 1일, FC 바이에른 뮌헨의 유스 아카데미에서 시작한 뮌헨과의 인연을 끝내는 것이었다. 그의 베를린과의 계약은 1년으로, 팀의 1 분데스리가 승격에 따라 자동으로 계약이 2년 연장되도록 하였다. 그는 헤르타의 수비 핵심이 되었고, 주전으로 활약하였다.

### 레반테 UD
2011-12시즌 종료 후 벌어진 포르투나 뒤셀도르프와의 강등 플레이오프에서 팀이 패하면서 강등을 당했는데, 이 경기에서 볼프강 슈타르크 주심의 판정에 불만을 품고 모욕을 한 행동에 대해 5경기 출장 정지 징계를 받았다. 이 일이 있은 후 얼마 지나지 않은 2012년 6월, 계약기간 만료로 방출되었고 2012년 8월에 레반테 UD로 이적하였다.

## 국가대표 경력
크리스티안 렐은 전 U-20 국가대표팀 소속으로 2003년 FIFA U-20 월드컵에 참여하였다.

## 기타
독일 일간지에 메수트 외질이 자기 여자친구와 부적절한 관계를 맺었다고 고백했다.

## 수상
FC 바이에른 뮌헨
- 1 분데스리가: 2007-08, 2009-10
- DFB-포칼: 2007-08, 2009-10
- DFB-리가포칼: 2007

1. FC 쾰른
- 2 분데스리가: 2004-05

헤르타 BSC 베를린
- 2 분데스리가: 2010-11